# Post Falls
Post Falls är en stad i Kootenai County i delstaten Idaho i USA med 17 247 invånare (2000).